# Tradescantia soconuscana
Tradescantia soconuscana är en himmelsblomsväxtart som beskrevs av Eizi Matuda. Tradescantia soconuscana ingår i släktet båtblommor, och familjen himmelsblomsväxter. Inga underarter finns listade.